# Paul Woodruff
Paul Bestor Woodruff (* 28. August 1943; † 23. September 2023) war ein US-amerikanischer Altphilologe (Gräzist) und Philosophiehistoriker auf dem Gebiet der antiken Philosophie.
Woodruff erwarb 1965 einen A.B. in Classics an der Princeton University und 1968 einen B.A. in Literae humaniores am Merton College der Universität Oxford. Von 1969 bis 1971 diente er im Vietnamkrieg in der US Army, wo er den Rang eines Captain erreichte. 1973 wurde er an der Princeton University bei Gregory Vlastos zum Ph.D. in Philosophie promoviert. Im selben Jahr trat er eine Stelle an der University of Texas at Austin an, wo er zum Professor of Philosophy mit dem Schwerpunkt auf der antiken griechischen Philosophie aufstieg. Neben seiner wissenschaftlichen Arbeit war er bis zu seiner Emeritierung über lange Jahre als Dean of Undergraduates in der Curriculumsplanung und der akademischen Selbstverwaltung an seiner Universität tätig.
Woodruff arbeitete zur antiken griechischen Philosophie (insbesondere Sokrates und Platon). Daneben legte er Übersetzungen von Tragödien des Sophokles und des Euripides sowie vom Geschichtswerk des Thukydides vor.

## Schriften (Auswahl)
Monographien
- Reverence. Renewing a Forgotten Virtue. Oxford University Press, Oxford 2001.
- First Democracy. The Challenge of an Ancient Idea. Oxford University Press, Oxford 2005.
- The Necessity of Theater. The Art of Watching and Being Watched. Oxford University Press, Oxford 2008.
- The Ajax Dilemma. Justice, Fairness, and Rewards. Oxford University Press, Oxford 2011.

Herausgeberschaften
- (Hrsg. mit Harry A. Wilmer): Facing Evil. Light at the Core of Darkness. Open Court Press 1988.
- (Hrsg. mit Michael Gagarin): Early Greek Political Thought from Homer to the Sophists. Cambridge University Press, Cambridge 1995.
- (Hrsg. mit Nicholas D. Smith): Reason and Religion in Socratic Philosophy. Oxford University Press, Oxford 2000.

Übersetzungen
- Plato: Hippias Major. Translated, with commentary and essay, by Paul Woodruff. Hackett, Indianapolis 1982.
- Plato: Two Comic Dialogues (Ion and Hippias Major). Hackett 1983.
- Plato: Symposium. (mit Alexander Nehamas) Hackett 1999.
- Thucydides on Justice, Power, and Human Nature. Hackett 1993.
- Plato: Phaedrus. (mit Alexander Nehamas) Hackett 1995.
- Euripides, Bacchae. Hackett 1998.
- Sophocles: Oedipus Tyrannus. (mit Peter Meineck) Hackett 2000.
- Sophocles: Antigone. Hackett 2001.
- Sophocles: Theban Plays, with Introductions by Paul Woodruff (mit Peter Meineck) Hackett 2003.